# Federico Lacroze (métro de Buenos Aires)
Pour les articles homonymes, voir Lacroze.
Federico Lacroze est une station de la ligne B du réseau du métro de Buenos Aires en Argentine, située à l'intersection des avenues Avenida Corrientes et Federico Lacroze, dans le quartier de Chacarita et dans les environs du cimetière homonyme.
Depuis la station, on peut réaliser une correspondance à la gare-terminus du Chemin de fer General Urquiza (également appelée Federico Lacroze) avec la ligne de banlieue Urquiza, gérée par le même concessionnaire, Metrovías.

## Histoire
Ce fut longtemps le terminus ouest de la ligne B, depuis son inauguration, le 17 octobre 1930 jusqu'à l'inauguration de l'extension vers Los Incas le 9 août 2003.

## Services aux voyageurs

### Desserte
| Nord/Ouest                                                 |  |         |  | Sud/Est                                |
| ---------------------------------------------------------- |  | ------- |  | -------------------------------------- |
| Tronador/Villa Ortúzar (en) vers Juan Manuel de Rosas (en) |  | ligne B |  | Dorrego (en) vers Leandro N. Alem (en) |
| modifier sur Wikidata                                      |  |         |  |                                        |